# شبیه‌سازی انسان
شبیه‌سازی انسانی یا همسانه‌سازی انسان (به انگلیسی: Human cloning) ایجاد یک نسخه (یا همسانه)‌ی ژنتیکی کاملاً یکسان از یک انسان است. این اصطلاح عموماً برای اشاره به شبیه‌سازی مصنوعی انسان استفاده می‌شود که شامل تولیدمثل یاخته‌ها و بافت‌های انسانی است. این مفهوم به زایمان دوقلوهای همسان اشاره نمی‌کند. احتمال انجام شبیه‌سازی انسان بحث‌هایی اخلاقی را برانگیخته است. این نگرانی‌های اخلاقی چندین کشور را بر آن داشته تا قوانینی را در مورد شبیه‌سازی انسان تصویب کنند.
دو نوع متداول شبیه‌سازی انسان ، شبیه‌سازی درمانی و شبیه‌سازی تولیدمثلی است. شبیه‌سازی تولیدمثلی، شامل ساختن یک انسان کامل کلون‌شده‌است.
شبیه‌سازی درمانی اما شامل شبیه‌سازی سلول‌های انسان برای استفاده در پزشکی و پیوند است که یک حوزهٔ تحقیقاتی فعال است، اما تا ابتدای سال ۲۰۲۵ در هیچ جای دنیا به‌طور عملی در حال انجام نیست. دو روش رایج شبیه‌سازی درمانی که در حال پژوهش هستند عبارت‌اند از انتقال هسته‌ای سلول‌های سوماتیک و (اخیرا) القای سلول‌های بنیادی پرتوان.
در روش شبیه‌سازی درمانی، پس از گذشت حدود پنج روز از شکل‌گیری نطفه، یاخته‌های بنیادی برای شبیه‌سازی یا آزمایش برداشته می‌شوند. این سلول‌ها تقریباً توانایی تولید هر نوع سلولی در بدن انسان را دارند و دانشمندان با استفاده از این سلول‌های خاص امیدوار هستند که روزی بتوانند درمان قطعی بیماری‌هایی چون بیماری‌های قلبی، انواع سرطان، و آلزایمر را پیدا کنند.

## تاریخچه
احتمال شبیه‌سازی انسان در بیشتر قرن بیستم موضوع حدس و گمان بود و دانشمندان و سیاست‌گذاران در سال ۱۹۶۹ شروع به جدی گرفتن این چشم‌انداز کردند. جان هالدین نخستین کسی بود که ایدهٔ شبیه‌سازی انسان را معرفی کرد و برای آن از اصطلاحات «کلون» و «کلونینگ» استفاده کرد.
جاشوآ لدربرگ، برندهٔ جایزهٔ نوبل ژنتیک، در مقاله‌ای در سال ۱۹۶۶ از شبیه‌سازی و مهندسی ژنتیک حمایت کرد. او بحثی را با لئون کاس، متخصص اخلاق زیستی محافظه‌کار برانگیخت، که در آن زمان نوشت که «تولید برنامه‌ریزی‌شده انسان در واقع او را از انسانیت خارج می‌کند». یکی دیگر از برندگان جایزه نوبل، جیمز واتسون، پتانسیل و خطرات شبیه‌سازی را در مقاله خود در ماهانه آتلانتیک با عنوان «حرکت به‌سوی انسان کلونال»، در سال ۱۹۷۱ به اطلاع عموم رساند.
با شبیه‌سازی گوسفندی به نام دالی در سال ۱۹۹۶ توسط انتقال هسته سلولی سوماتیک (SCNT)، ایدهٔ شبیه‌سازی انسان به موضوع بحثی داغ تبدیل شد. بسیاری از کشورها آن را غیرقانونی اعلام کردند، در حالی‌که چند دانشمند قول ساختن یک کلون را در چند سال آینده دادند. نخستین کلون انسان دورگه در نوامبر ۱۹۹۸ ایجاد شد. یک هسته از سلول پای یک مرد گرفته شد و در سلول تخم گاو که هسته از آن جدا شده بود قرار داده شد و سلول هیبریدی کشت و تبدیل به جنین شد. این جنین پس از ۱۲ روز از بین رفت.
در سال‌های ۲۰۰۴ و ۲۰۰۵، هوانگ وو سوک، استاد دانشگاه ملی سئول، دو مقالهٔ جداگانه در مجله ساینس منتشر کرد که ادعا می‌کرد با استفاده از تکنیک‌های SCNT موفق به برداشت سلول‌های بنیادی پرتوان جنینی از یک بلاستوسیست انسانی شبیه‌سازی شده‌است. هوانگ ادعا کرد که یازده رده سلول‌های بنیادی خاص بیمار را ایجاد کرده‌است. این نخستین پیشرفت بزرگ در شبیه‌سازی انسان بود. با این‌حال، در سال ۲۰۰۶ ساینس هر دو مقالهٔ خود را بر پایهٔ شواهد روشنی مبنی بر این‌که بسیاری از داده‌های ادعا شده از آزمایش‌ها ساختگی بوده‌اند، پس گرفت.
در ژانویهٔ ۲۰۰۸، دکتر اندرو فرنچ و ساموئل وود از شرکت زیست‌فناوری Stemagen اعلام کردند که با موفقیت پنج جنین بالغ انسان را با روش SCNT ایجاد کردند. در این مورد، هر جنین با گرفتن یک هسته از یک سلول پوست (اهدا شده توسط وود و همکارش) و قرار دادن آن در تخمک انسانی که هسته از آن خارج شده بود، ایجاد شد. جنین‌ها فقط تا مرحلهٔ بلاستوسیست رشد کردند، در این مرحله آن‌ها در فرآیندهایی که آن‌ها را از بین می‌برد مورد مطالعه قرار گرفتند. اعضای این آزمایشگاه گفتند که مجموعه آزمایش‌های بعدی آن‌ها تولید رده‌های سلول‌های بنیادی جنینی است که این یافته‌ها برای شبیه‌سازی درمانی یا تولید مثلی مفید هستند.
در سال ۲۰۱۱، دانشمندان بنیاد سلول‌های بنیادی نیویورک اعلام کردند که موفق به تولید رده‌های سلول‌های بنیادی جنینی شده‌اند، اما فرایند آن‌ها شامل رها کردن هستهٔ اووسیت در محل می‌شود و منجر به سلول‌های تریپلوئیدی می‌شود که برای شبیه‌سازی مفید نیستند.
در سال ۲۰۱۳، گروهی از دانشمندان به رهبری شوخرت میتالیپوف نخستین گزارش از سلول‌های بنیادی جنینی ایجاد شده با استفاده از SCNT را منتشر کردند. در این آزمایش، محققان پروتکلی را برای استفاده از SCNT در سلول‌های انسانی ایجاد کردند که اندکی با پروتکل مورد استفاده در سایر جانداران متفاوت است. چهار رده سلول‌های بنیادی جنینی از سلول‌های سوماتیک جنین انسان از آن بلاستوسیست‌ها مشتق شدند. هر چهار رده با استفاده از تخمک از یک اهداکننده به دست آمدند و اطمینان حاصل شد که تمام دی‌ان‌ای میتوکندریایی به ارث رسیده یکسان است. یک سال بعد، تیمی به رهبری رابرت لانزا گزارش دادند که نتایج میتالیپوف را تکرار کرده و با شبیه‌سازی سلول‌های بالغ با استفاده از SCNT اثربخشی بیشتری را نشان دادند.
در سال ۲۰۱۸، نخستین کلون موفقیت‌آمیز پستانداران با استفاده از SCNT با تولد دو کلون مادهٔ زنده از مکاک‌های خرچنگ‌خوار به نام‌های ژونگ ژونگ و هوآ هوآ گزارش شد.

## انتقادها
موضوع شبیه‌سازی انسان باعث ایجاد بحث‌هایی در مورد اخلاقی بودن آن شده‌است یکی از این بحث‌ها به علت برداشته شدن سلول بنیادی از جنین است که باعث ایجاد صدمه در جنین می‌شود از موضوعات مطرح شده دیگر موضوع شخصیت فرد تاگ‌سازی‌شده‌است زیرا عده‌ای شخصیت را متأثر از ژن می‌دانند و بنابراین خواسته یا ناخواسته به جبر ژنتیکی قائل هستند و معتقد هستند که در این صورت دو فرد با یک شخصیت به وجود می‌آید.
در زبان فارسی، شبیه‌سازی انسانی از دیدگاه آیین کاتولیک و اسلام اثر سید حسن اسلامی اردکانی نقدهای واردشده را بررسی کرده و در مجموع آن‌ها را ناپذیرفتنی یافته‌است.
شبیه سازی انسان بدون شک نه تنها احتمال مشکلات فراوان در دستکاری جامعه انسانی دارد بلکه بدون شک یک نوع دستکاری گسترده در طبیعت و محیط زیست خواهد بود متاسفانه مانند دستکاری های دیگر انسان امکان کنترل و علم *کامل* به موضوع با ابعاد بزرگ تا به حال نداشته! و فقط در پی رفع مسایل بدون در نظر گرفتن مشکلات حال و آینده موضوعات هست. مثالهای ساده مثل اضافه شدن گونه ای جدید جانداری گونه مهاجم یا خرگوش‌ها در استرالیا یا بحران زیست‌محیطی و بسیار موضوع دیگر در حال حاضر کره زمین با‌ آن درگیر است.